# Bibliothèque nationale Martynas Mažvydas
La Bibliothèque nationale Martynas Mažvydas (lituanien : Lietuvos nacionalinė Martyno Mažvydo biblioteka) est la bibliothèque nationale de Lituanie, située à Vilnius,,. La Bibliothèque nationale Martynas Mazvydas de Lituanie est également la bibliothèque du Seimas, c'est-à-dire le Parlement de Lituanie, et est située à seulement 50 mètres à l'est du bâtiment du Parlement,.

## Histoire

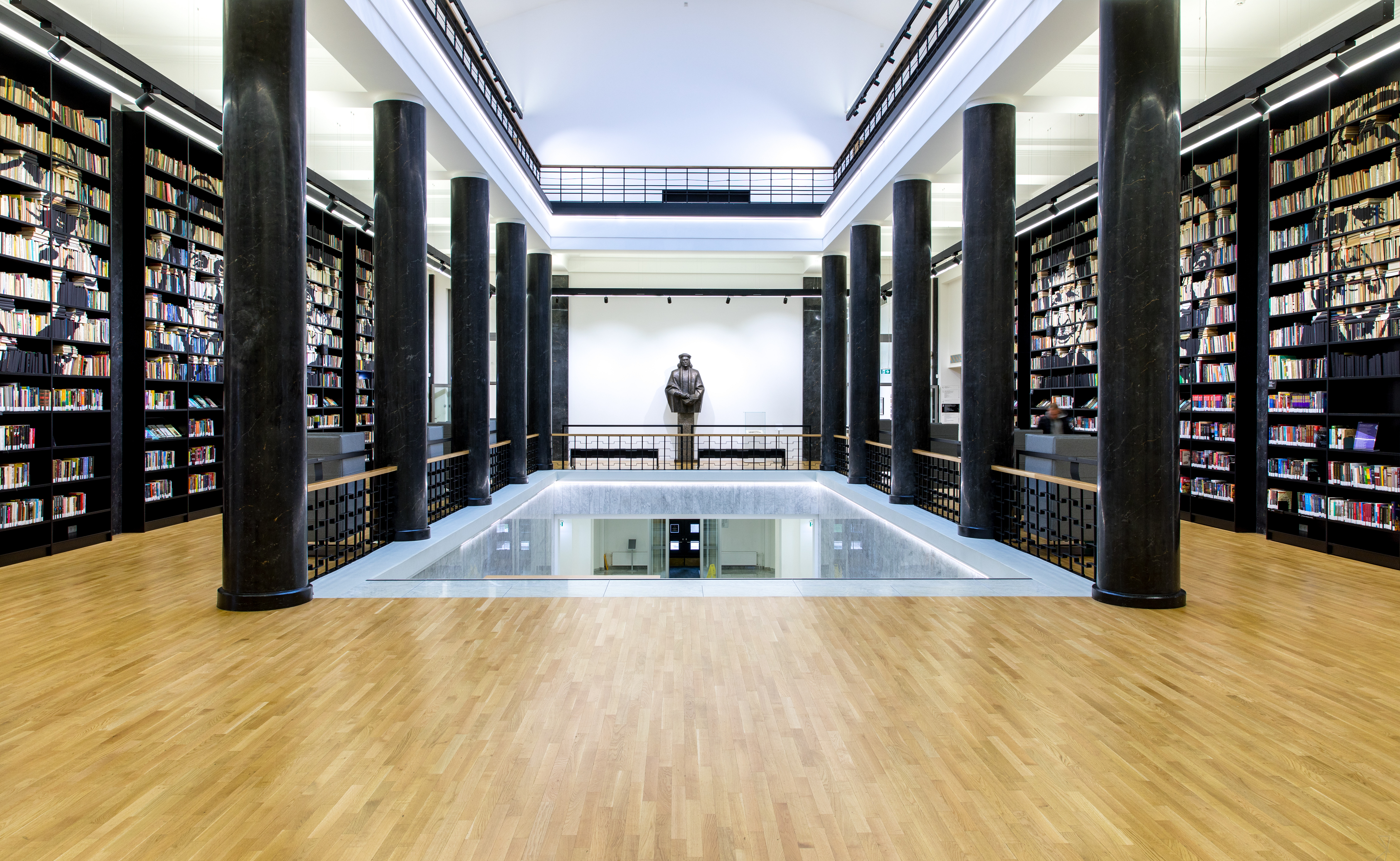
Vue intérieure.

La Bibliothèque nationale a été fondée en 1919. Elle a débuté à Kaunas, alors capitale de la Lituanie indépendate, en tant que librairie centrale d'État et a été transférée en 1963 à Vilnius, devenue la capitale de la Lituanie soviétique. En 1988, la bibliothèque porte le nom de Martynas Mažvydas, l'auteur du premier livre en lituanien, et le 30 mai 1989, elle obtient le statut de Bibliothèque nationale. Depuis lors, le nom officiel de la bibliothèque est la Bibliothèque nationale Martynas Mažvydas de Lituanie.
Pendant l'occupation de la Lituanie par l'Allemagne nazie, les locaux de la bibliothèque récemment acquis ont été occupés par des soldats allemands. La salle de lecture a cessé de fonctionner. Les stocks de livres ont été « purgés » des publications inacceptables pour l’idéologie fasciste. La bibliothèque a perdu environ 19 175 pièces de valeur pendant la période de l’occupation nazie.
Après la retraite de l'armée hitlérienne, la Bibliothèque déménagea, le 13 septembre 1944, dans les locaux de l'ancienne Chambre de Commerce, d'Industrie et d'Artisanat. Dès que la Bibliothèque s'est installée dans le nouveau bâtiment, ses fonds dispersés ont été reconstitués et la collecte systématique des nouvelles publications a repris.
Le système d'information bibliographique a été réorganisé. Pendant plus de six mois, la bibliothèque n'a pas pu assurer ses services aux lecteurs. Ce n'est qu'en 1945 que le service aux public reprit et que la salle de lecture commune fut ouverte. Cette période de réorganisation dura jusqu'en 1948.
Au début de l'après Seconde Guerre mondiale, la Bibliothèque recevait toutes les publications imprimées sur le territoire de l'URSS.
Après 1949, elle ne recevait que des publications en langue russe. Les stocks de livres (en particulier les publications lituaniennes et étrangères imprimées entre les deux guerres) ont été considérablement endommagés par la campagne visant à « nettoyer les bibliothèques des publications idéologiquement nuisibles ». De nombreux livres, même anciens et rares, ont été retirés des stocks de la Bibliothèque et détruits. En 1950, 30 tonnes de livres ont été transportées à l'usine de papier de Petrašiunai et dans d'autres endroits pour être recyclés ; de nombreux livres ont simplement été brûlés dans les fours chauffants de la bibliothèque elle-même.
Entre 1950 et 1953, quelque 33 000 numéros imprimés furent également transmis aux différentes bibliothèques de Vilnius. De nombreux livres, y compris presque tous les périodiques publiés pendant la Seconde Guerre mondiale et dans l'entre-deux-guerres, ont été transférés dans des dépôts spéciaux pour les rendre inaccessibles au lecteur moyen. Même le Département de philologie et d'histoire lituaniennes n'a pas fonctionné pendant longtemps. Une attention particulière a été accordée aux formes de travail de bibliothèque telles que les activités d'éducation de masse et de propagande, diverses expositions, soirées littéraires, rencontres avec des écrivains, des scientifiques et des personnalités publiques, des discussions sur les livres, des célébrations d'anniversaire. En 1948, la Bibliothèque fut autorisée à fournir des consultations méthodologiques aux bibliothèques de masse de toute la République.
En 1990, la presse de la diaspora lituanienne a commencé à revenir en Lituanie. La bibliothèque a reçu plus d'un million de publications provenant des États-Unis, d'Allemagne et de France. Après le rétablissement de l'indépendance de la Lituanie, le développement de la coopération internationale est redevenu possible. La Bibliothèque nationale est devenue membre des principales associations et institutions internationales de bibliothèques. En 1992, le premier accord de coopération entre les bibliothèques nationales des États baltes (Lituanie, Lettonie et Estonie) a été signé.
Le 20 novembre 1991, par résolution du Présidium du Conseil suprême de la République de Lituanie, la bibliothèque s'est vu confier la fonction de bibliothèque parlementaire en plus des fonctions de bibliothèque nationale.
En 1995, la loi sur les bibliothèques de la République de Lituanie a défini la Bibliothèque nationale comme la principale bibliothèque scientifique nationale à usage public.
En 2019, la Bibliothèque nationale a célébré son centenaire.

## Architecture
La Bibliothèque nationale est un monument de l'architecture du réalisme socialiste. Les auteurs de la conception technique du bâtiment (1952) étaient l'architecte Viktor Anikin et le designer Ciprijonas Strimaitis. Le bâtiment de la bibliothèque a été achevé en 1958 et le bâtiment actuel a été officiellement inauguré le 4 décembre 1963. Il s'agissait du premier bâtiment des pays baltes conçu et construit spécifiquement pour une bibliothèque.
La construction de l'extension de la bibliothèque a commencé en 1992 et a duré 11 ans. À l'été 2003, l'extension de la bibliothèque a été officiellement inaugurée. Elle abrite des salles de lecture supplémentaires, un espace de stockage de documents et des salles d'étude.
En 1993, le bâtiment de la bibliothèque a été inscrit au Registre du patrimoine culturel de la République de Lituanie.
La reconstruction du bâtiment principal de la bibliothèque s'est effectuée de 2008 jusqu'en 2016.

## Services

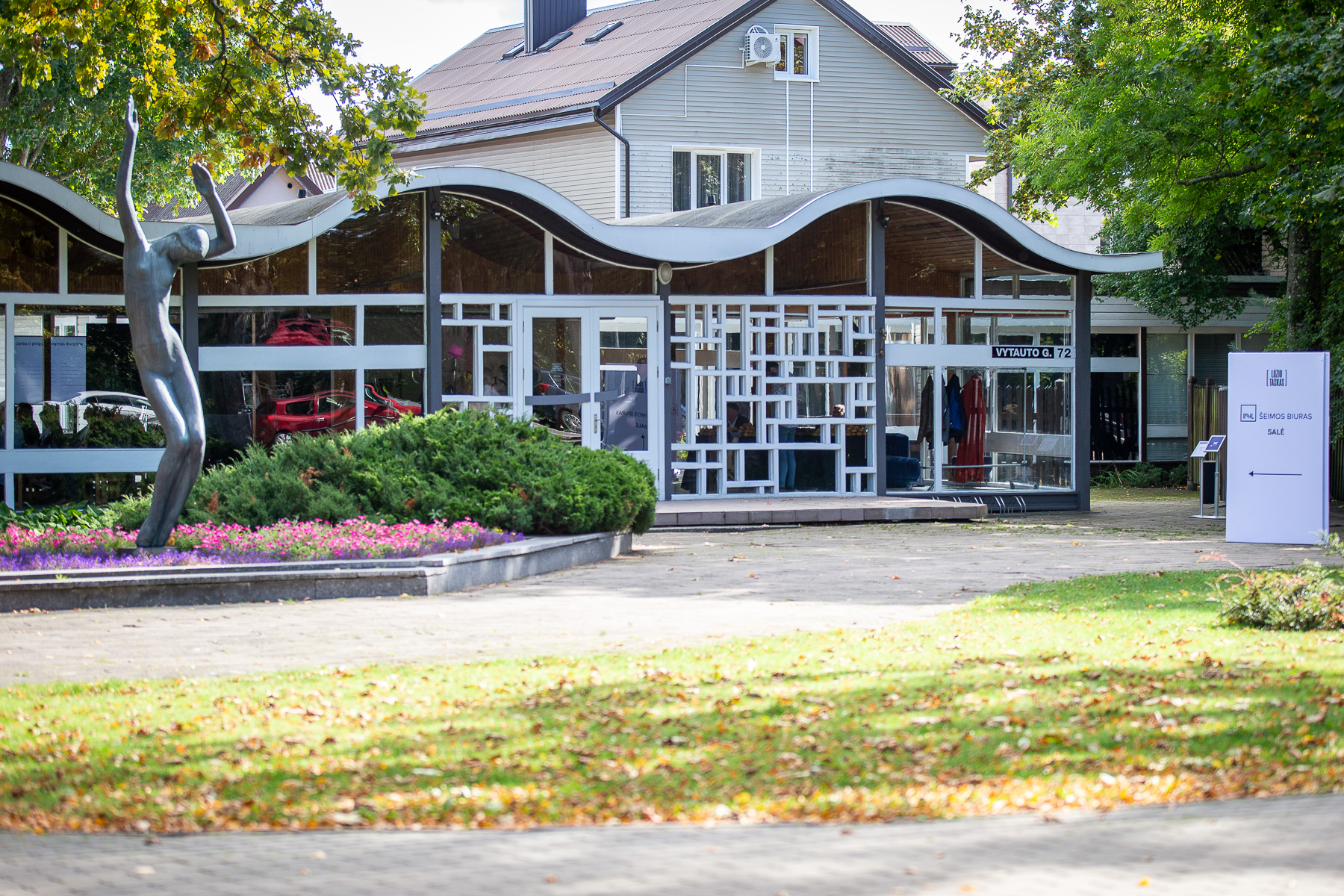
Salle de lecture d'été Palanga.

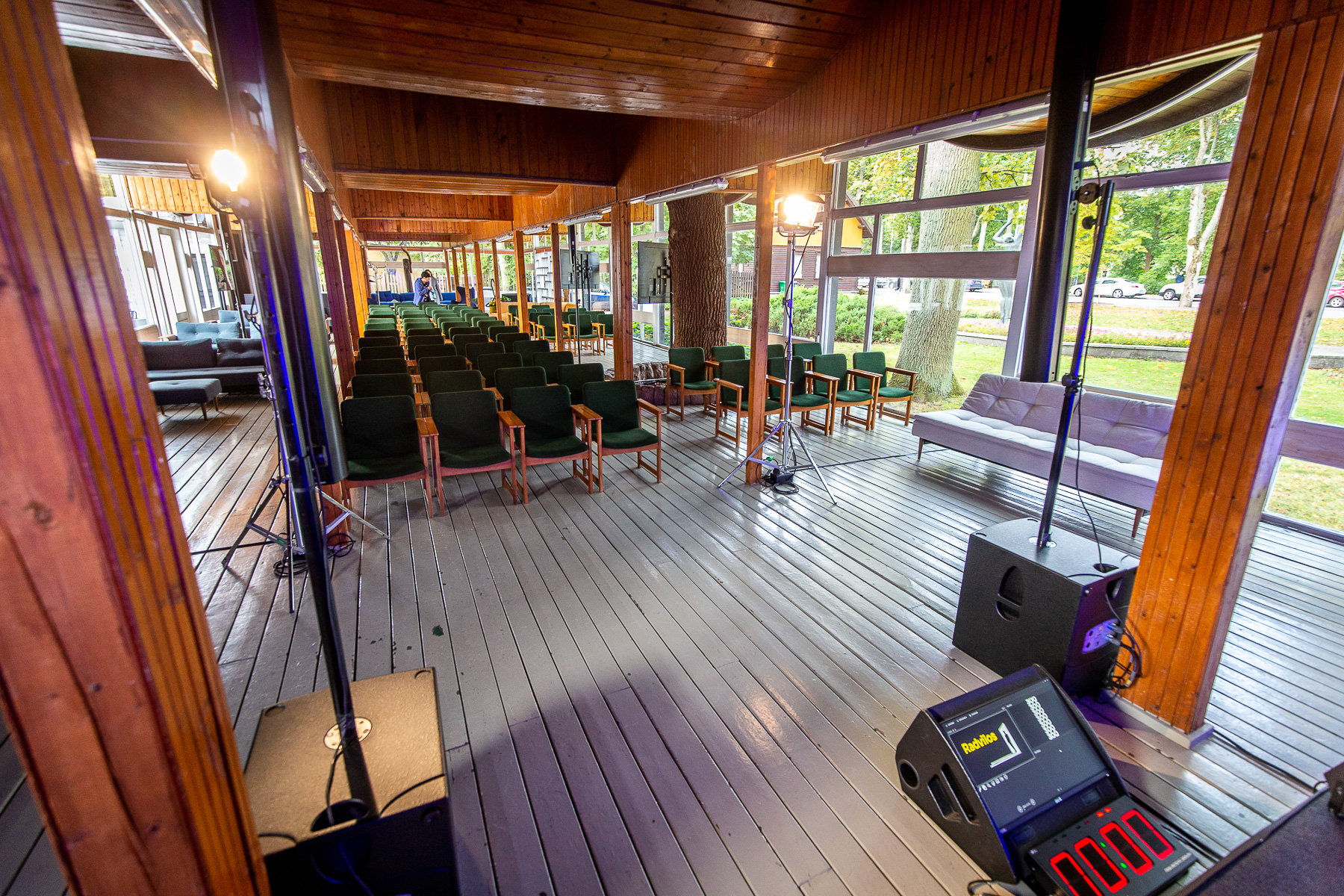
Salle de lecture d'été Palanga.

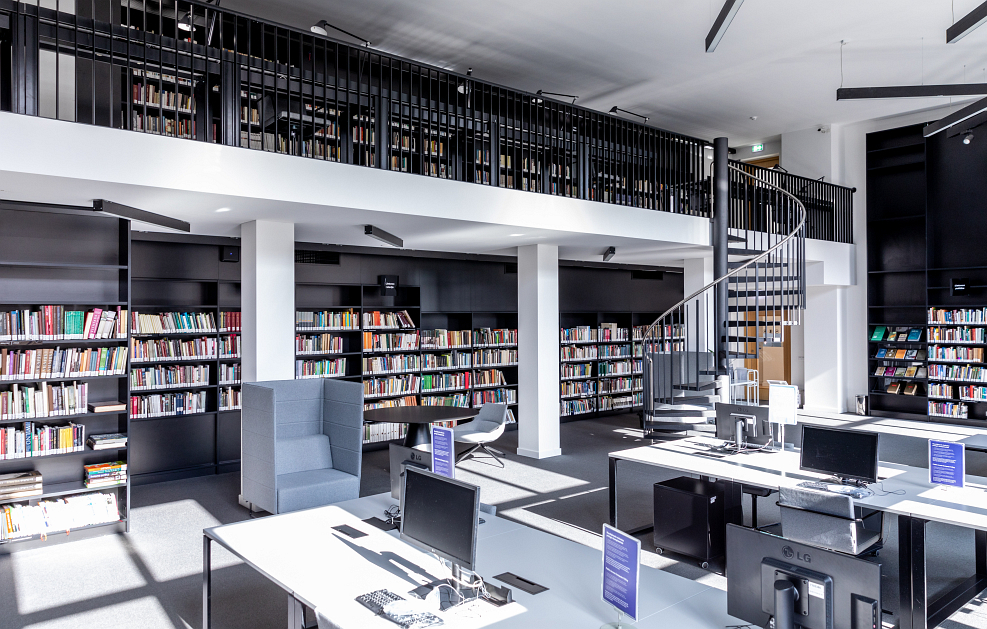
Salle de lecture des études lituaniennes.

La Bibliothèque nationale compte neuf salles de lecture spécialisées : salle de lecture des sciences humaines, salle de lecture des études lituaniennes, salle de lecture des sciences sociales, salle de lecture de la musique et des arts visuels, salle de lecture des livres rares et des manuscrits, salle de lecture des médias, espace américain, littérature pour enfants et jeunes.
La bibliothèque dispose de trois centres de recherche : le Centre de recherche Judaica, le Centre Adolfas Damušis d'études démocratiques et le Centre de l'État (dont les activités sont exercées dans l'espace du même nom). Sa collection ouverte contient la bibliothèque personnelle du professeur Vytautas Landsbergis, président du Conseil suprême et Seimas reconstituant de Lituanie.
La bibliothèque comprend une salle de cinéma, une salle de musique, un studio d'enregistrement sonore, un studio de télévision, une salle pédagogique, plusieurs salles de réunion, un espace de co-working, un espace de création multimédia, un centre d'activités pour enfants nommé Žaisloteka (Jouet) et un espace de création, PATS SAU.

## Mission
La bibliothèque nationale a pour responsabilité :
- Le recueil et la préservation des publications lituaniennes publiées en Lituanie et à l'étranger, réalisation du contrôle bibliographique des documents, développement du Fonds national d'archives des documents publiés.
- Le recueil et le stockage d'autres documents, tant imprimés que sous d'autres formes, qui sont précieux pour la culture nationale.
- De fournir des services aux citoyens, institutions et organisations lituaniens et étrangers
- La compilation et publication de la bibliographie nationale, des index bibliographiques, compilation des catalogues collectifs et des bases de données.
- La production de statistiques sur les documents publiés en Lituanie et attribution de numéros standard internationaux (ISSN, ISBN, ISMN) ;
- La création et développement du système d'information intégré des bibliothèques lituaniennes (LIBIS) et du système de patrimoine électronique virtuel (VEPS).
- La préservation, restauration des fonds de bibliothèque et des collections de valeur.
- La recherches en bibliothéconomie, bibliographie et bibliologie, organisation de conférences scientifiques, parution de publications de recherche et méthodologiques et de la revue professionnelle Tarp knygų (Dans le monde des livres).
- L'organisation d'expositions, d'événements littéraires et autres événements culturels, promotion de la culture et de la science lituaniennes à l'étranger.

## Coopération internationale
La Bibliothèque nationale coopère avec diverses institutions et organisations de bibliothèques nationales et internationales. Depuis 1992, la bibliothèque est membre de la Fédération internationale des associations et institutions de bibliothèques (IFLA) et participe aux activités de la Conférence des bibliothécaires nationaux européens (CENL), de la Conférence mondiale des directeurs de bibliothèques nationales (CDNL), de la Ligue des bibliothèques européennes de recherche (LIBER), Bibliotheca Baltica, Union internationale pour les livres de jeunesse (IBBY), Association internationale des bibliothèques, archives et centres de documentation musicaux (IAML), Organisation internationale d'information électronique pour les bibliothèques (EIFL), Association lituanienne des Bibliothèques de recherche et autres organisations. La bibliothèque participe activement aux projets internationaux menés par ces institutions. Depuis 2007, la Bibliothèque nationale participe au développement de la bibliothèque numérique Europeana et depuis 2018, elle est l'agrégateur national de ce programme.